# Mägdekrieg

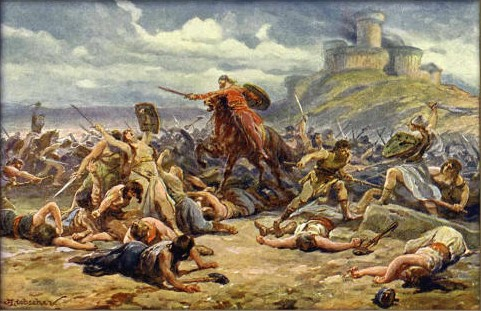
Adolf Liebscher: Dívčí válka (um 1900)

Der Mägdekrieg (auch Amazonenkrieg oder Böhmischer Mägdekrieg; tschech. Dívčí válka) ist ein sagenhafter Krieg zwischen Frauen und Männern um die Herrschaft in Böhmen.

## Überlieferung

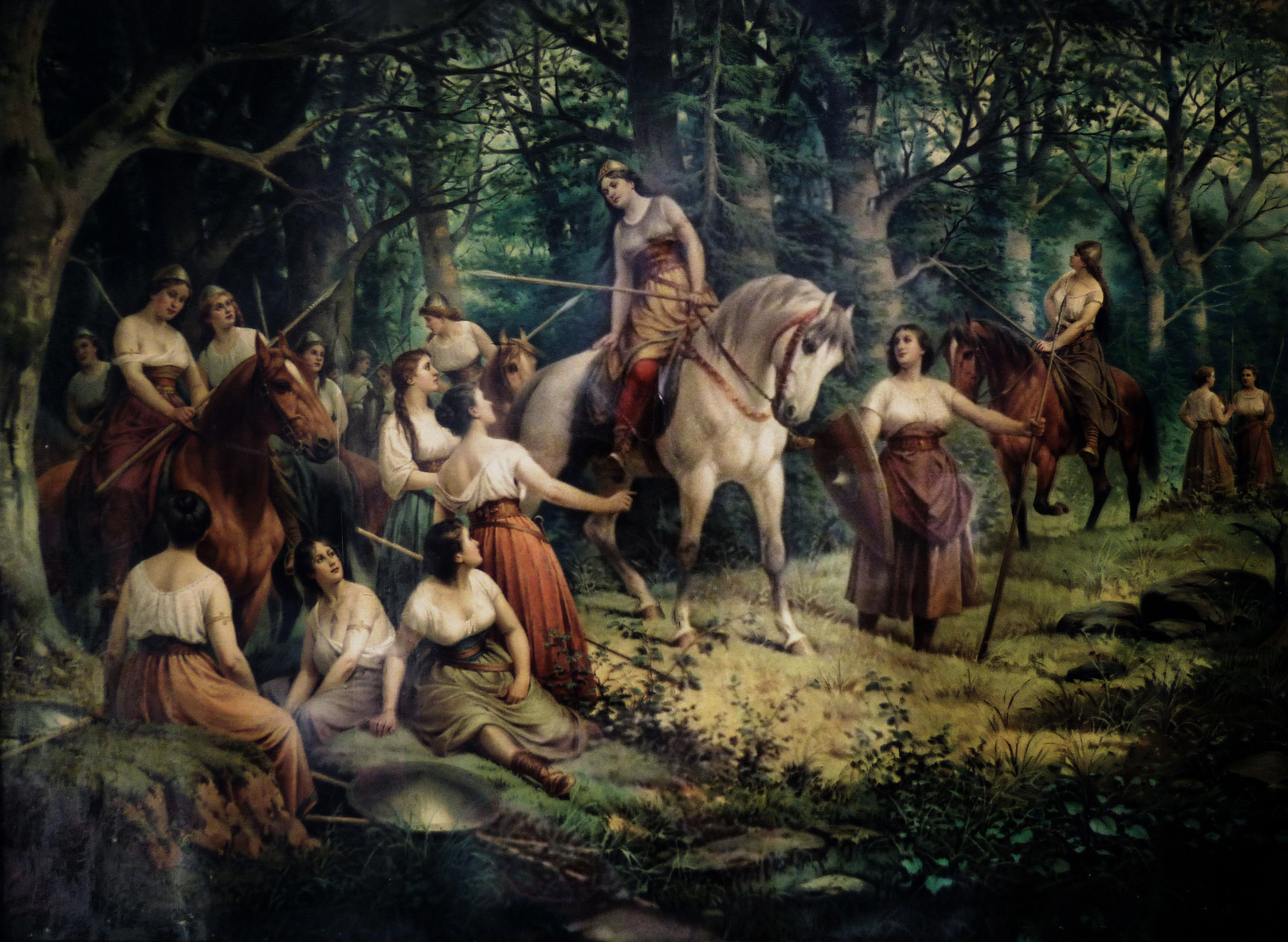
Josef Mathauser: Dívčí válka (1907)

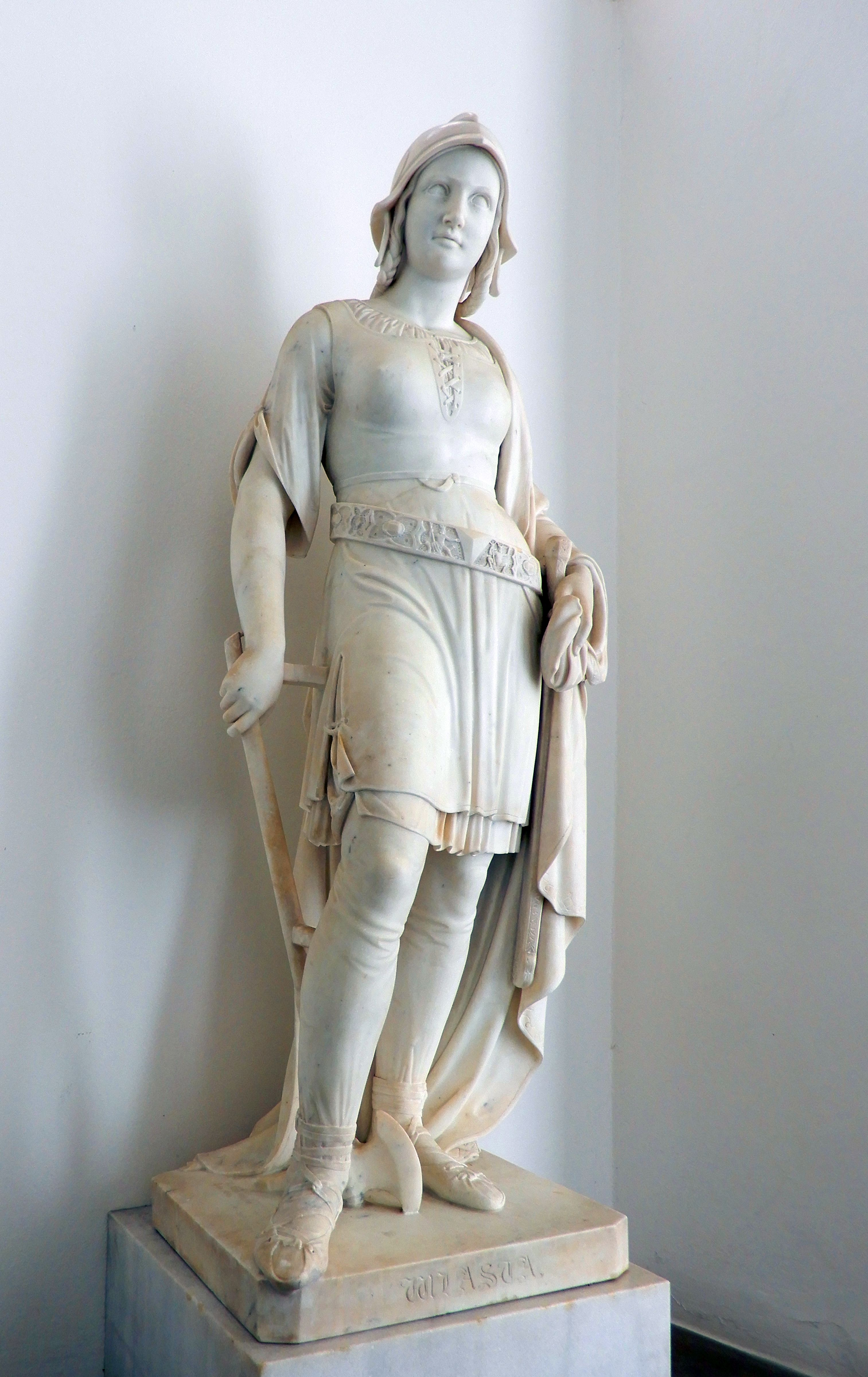
Joseph Max: Vlasta (1842)

Die älteste schriftliche Überlieferung findet sich in der Chronik des Cosmas von Prag zu Beginn des 12. Jahrhunderts. Ihr gemäß lebten die Mädchen des Landes nach dem Tod der Fürstin Libuše wie Amazonen, wählten sich eigene Anführerinnen, trugen die gleiche Kleidung wie die Männer, jagten in den Wäldern und suchten sich ihre Männer selbst aus. Als sie sogar eine eigene Burg namens Děvín (Mädchen- oder Mägdeburg) errichteten, bauten die Männer in der Nähe an der Stelle des späteren Vyšehrad eine zweite Burg mit dem Namen Chrasten und es kam zum Krieg zwischen beiden Geschlechtern. Zum Friedensschluss sei ein dreitägiges Festmahl ausgerichtet worden, doch bereits in der ersten Nacht entführte jeder Mann eine Frau, und seitdem lebten die Frauen unter der Vorherrschaft der Männer.

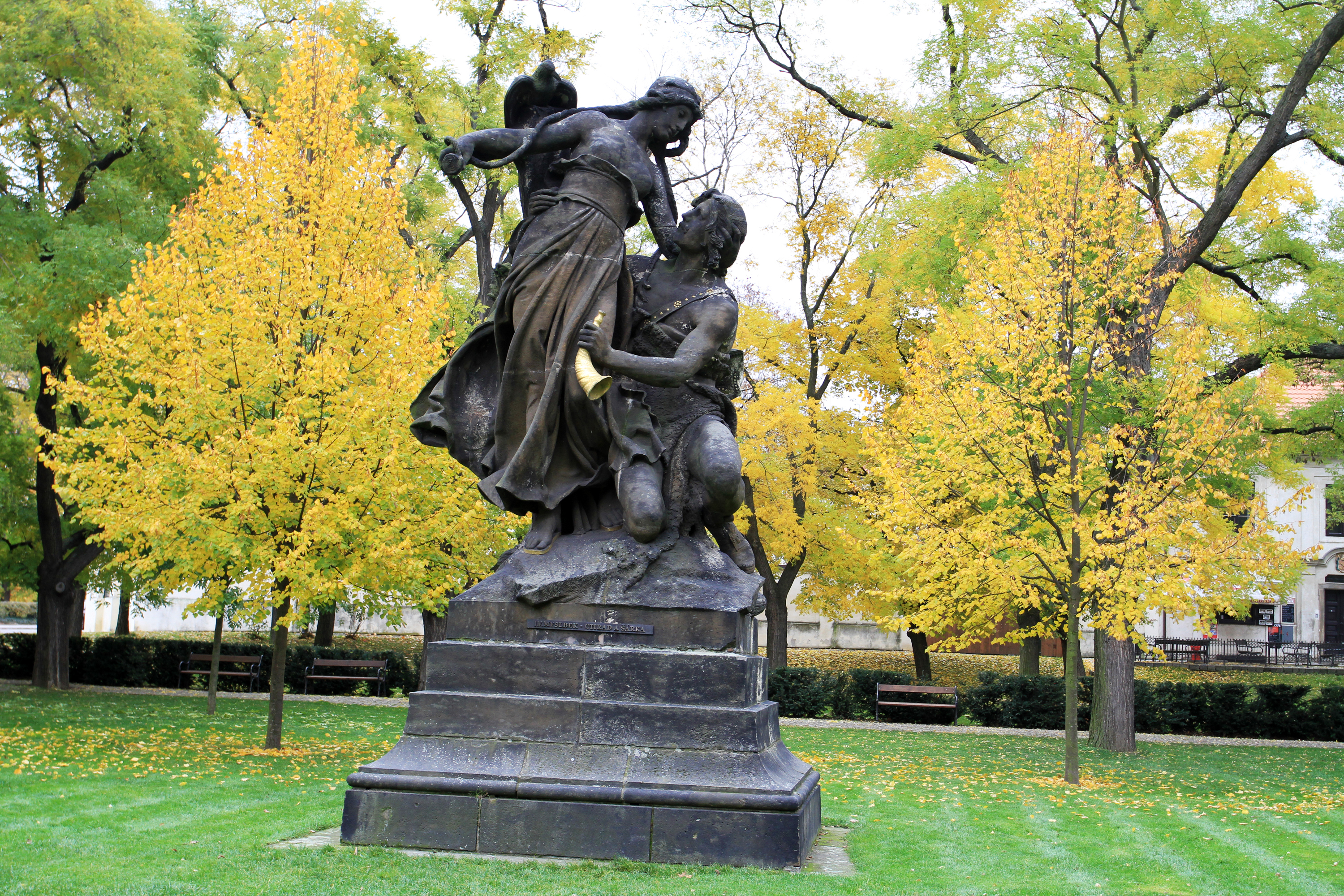
Josef V. Myslbek : Ctirad und Šárka (1881)

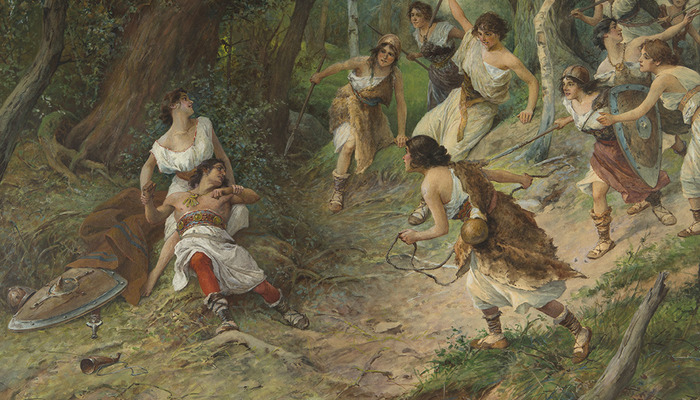
Věnceslav Černý: Ctirad und Šárka (um 1900)

Die Chronik des Dalimil staltet den Sagenstoff im 14. Jahrhundert im Stil der höfischen Epik aus. Zum Anführer der Männer wird Libušes Mann Přemysl, die gewählte Königin der Frauen erhält den Namen Vlasta.
Dalimil bindet auch das Motiv der Verführung in die Erzählung ein. Šárka, die schönste unter den Frauen, lässt sich zum Schein fesseln und lockt so einen jungen Adligen namens Ctirad in die Falle. Die Frauen flechten ihn, den anderen Männern zur Abschreckung, ins Rad. Er überlebt jedoch die Tortur und lässt nach dem endgültigen Sieg Přemysls Šárka lebendig begraben. Besonders dieses blutrünstige Motiv wurde später mit zahlreichen phantastischen Details ausgestaltet und variiert.
Auch Václav Hájek z Libočan (dt. Hagek oder Hájek) verarbeitete den Stoff in seiner Kronika česká (Böhmische Chronik, 1541).

## Interpretation und Rezeption
In Band 1 der Illustrierten Chronik von Böhmen (1852) wird der Versuch einer historischen Einordnung der Motive des Mädchenkrieges unternommen.
Der Historiker Dušan Třeštík identifiziert die Erzählung als einen der vier tschechischen Mythen, neben einem indogermanischen Mythos von der Erschaffung der Welt, der Ankunft des Stammes im Land unter Urvater Čech und der Hochzeit des Pflügers Přemysl mit der Wahrsagerin Libuše.
Die „Burg der Frauen“ Děvín wurde an verschiedenen Orten zu lokalisieren versucht, die diesen Namen tragen.
Belletristik
- Carl Franz van der Velde: Der böhmische Mägdekrieg. Ein Nachtstück aus dem zweiten Viertel des achten Jahrhunderts (Novelle). Macklot, Stuttgart 1824
  - Dritte verbesserte Auflage (= Schriften, Bde. 15+16). Arnoldische Buchhandlung, Dresden 1826 (Digitalisate von Band 1 und Band 2 bei Google Books)
- Carl Egon von Ebert: Wlasta. Böhmisch-nationales Heldengedicht in drei Büchern. Calve, Prag 1829 (Digitalisat bei Google Books)
- Carl Franz van der Velde: Die böhmischen Amazonen. Romantisches Gemälde in zwei Akten (= Sämmtliche Schriften, Bd. 24). Arnoldische Buchhandlung, Dresden und Leipzig 1832 (Digitalisat bei Google Books)
- Theodor Mundt: Bohemiconymphomachia. Novellenskizze in: ders.: Madonna. Unterhaltungen mit einer Heiligen. Reichenbach, Leipzig 1835, S. 302–343[5] (Digitalisat bei Google Books)
- Carl Franz van der Velde: Der böhmische Mägdekrieg. Drama in fünf Acten. In: Die deutsche Schaubühne, Bd. 12 (1871), Heft 7/8, S. 1–22 (Digitalisat bei Google Books)
- Friedrich Carl Schubert: Wlasta oder der Mägdekrieg. Tragödie in vier Aufzügen. Schreiber, München 1877 (Digitalisat bei Google Books)

Musik
- Joseph Geigers Wlasta. Tragische Oper in vier Aufzügen, nach dem gleichnamigen Epos von Carl Egon Ebert frei bearbeitet von L. B.[6] wurde 1840 uraufgeführt und komplett verrissen.[7]
- Der dritte Teil von Bedřich Smetanas sechsteiligem Zyklus sinfonischer Dichtungen Má vlast (Mein Vaterland) trägt den Titel Šárka (komponiert 1875, Klavierfassung 1880, Partitur postum 1888)[8] und „enthält sicherlich die gewaltsamste Musik, die Smetana je komponiert hat“[9].
- Zdeněk Fibichs Oper Šárka (UA am 28. Dezember 1897 im Nationaltheater Prag) gilt als dramatisches Hauptwerk des Komponisten.[10]
- Leoš Janáčeks erste, 1887/88 komponierte Oper Šárka erlebte erst 1925 (in mehrfach überarbeiteter Fassung) ihre Uraufführung.